# Monszun csoport
A Monszun csoport (németül Gruppe Monsun) az Indiai-óceánon és a Távol-Keleten a második világháború idején helyi bázisokról tevékenykedő német tengeralattjárók elnevezése volt. A hajók bázisai – Penang, Batávia és Surabaya – a japánok által elfoglalt Malájföldön és Holland Kelet-Indiában voltak.
A tengeralattjárók távol-keleti és indiai-óceáni állomásoztatásának ötlete már 1941-ben felvetődött Németországban, de az igazi tárgyalások csak 1942 második felében kezdődtek meg a Délkelet-Ázsiát meghódító japánok és a Harmadik Birodalom között. A japánok húzódoztak a tervtől, mert úgy érezték, hogy a rendelkezésükre álló amúgy is kevés forrást olyan célra fordítanák, amely nem hoz valódi hasznot a számukra. Ez az alkudozás egészen 1943-ig tartott, amikor a japánok végül hozzájárultak a támaszpontok német használatához.
Ekkor már tevékenykedtek német tengeralattjárók az Indiai-óceánon. Az első nagyobb csapat, a Kapstadt csoport 1941 őszén indult a Jóreménység foka közelébe, majd az Eisbär csoport következett 1942 őszén. A tengeralattjárók megtizedelték a jelentősebb haditengerészeti kíséret nélkül közlekedő, főként brit és amerikai teherhajókat. 1943 telén a Seehund csoport búvárhajói csaptak le a konvojokra, májusban pedig egy újabb hullám érkezett Európából. Ezek a tengeralattjárók küldetésük befejezése után visszaindultak németországi, franciaországi és norvégiai támaszpontjaikra. Mivel az út hónapokig tartott, a misszió hatékonysága nem volt megfelelő.
1943 májusától a német búvárhajókat már japán bázisok szolgálták ki. A két nagyhatalom helyi megbízottjainak együttműködése azonban nehézkes volt a kölcsönös bizalmatlanság miatt. A támaszpontok felszereltsége gyenge volt, a németek kénytelenek voltak minden fontosabb felszerelést, alkatrészt, ellátmányt maguk szállítani a helyszínre. Különösen sok problémájuk volt a japánok által biztosított üzemanyaggal, amely rosszabb minőségű volt, mint amilyenre a tengeralattjáróknak szükségük volt. Az első német tengeralattjáró 1943. július 14-én futott be Pinangbe.
1943. június végén 11 búvárhajó indult el Európából a Távol-Keletre, de a malájföldi bázist csak négy érte el, többet még az északi féltekén megsemmisítettek a szövetséges haditengerészeti erők és repülők. Ősszel újabb egységek indultak útnak délre, majd 1944–45-ben további 23 tengeralattjáró követte őket. Ekkor a német búvárhajók az északi vizeken már csak óriási veszteséggel működhettek, mivel a szövetséges uralták a tengereket és a levegőt, így átcsoportosításuk harcban tartásukat is szolgálta.
A tengeralattjárók számos teherszállítót küldtek hullámsírba, de saját veszteségeik is nagyok voltak. A németek a háború vége felé már hét tengeralattjárót áldoztak minden elsüllyesztett 100 ezer tonnányi hajóért. A hadi helyzet változását követve végül a német haditengerészet úgy döntött, hogy a tengeralattjárókat elsősorban szállítóhajóként veszi igénybe. A búvárhajók olyan nyersanyagokkal indultak útnak Németország felé, amelyekre égető szükség volt a háború folytatásához. Többségük soha nem érte el célját.

## Előzmények

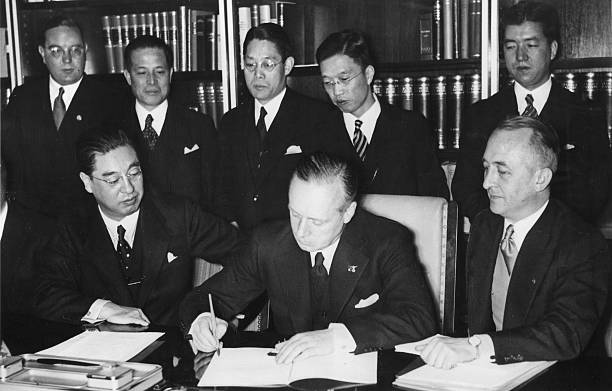
Kintomo Musakodzsi vikomt, Japán nagykövete (b) és Joachim von Ribbentrop német külügyminiszter (j) aláírja az antikomintern paktumot

A német–japán haditengerészeti együttműködés gyökerei az orosz–japán háborúig (1904–05) nyúlnak vissza. Később, az első világháborúban a németek és a japánok ellentétes oldalon álltak, de az egyetlen komolyabb incidens közöttük a két német gyarmati kirendeltség, Kiaocsao és Csingtao japán megszállása volt. Adolf Hitler hatalomra jutása után ismét fejlődni kezdtek a kapcsolatok a két nagyhatalom között. 1936. november 25-én aláírták az antikomintern paktumot, amely a Szovjetunió terjeszkedését volt hivatott megállítani. A szövetséghez hamarosan csatlakozott Olaszország is. Mindhárom országnak terjeszkedési szándékai voltak, de azok „nem zavarták egymást”. 1939. december 8-án Berlin hivatalosan kérte Tokiót, hogy nyissa meg kikötőit haditengerészete előtt. A japánok inkább csendes-óceáni bázisok bérletét kínálták fel, és a tárgyalások nem hoztak megállapodást.
A német hadvezetés úgy tervezte, hogy Olaszországgal együtt gyorsan megszerzi az uralmat a Földközi-tenger térségében és Észak-Afrikában, majd a közel-keleti olajmezők elfoglalása után délről benyomul a Kaukázusba, és ezáltal megnyílik az út az indiai szubkontinens felé. Mivel a japánok Kínában terjeszkedtek, a két nagyhatalom hadserege Indiában találkozott volna. Ezzel párhuzamosan gyengíteni szándékoztak a brit vízi utánpótlást is London déli gyarmatai felől.
A japánok nagyon tartottak attól, hogy Németország csendes-óceáni területi követeléseket támaszt, de Hitler közölte, nem tart igényt ilyesmire, mindazonáltal hozzáférést kért az ottani nyersanyagokhoz. Olaszország belépése a háborúba komoly veszélyt jelentett Nagy-Britannia közel-keleti olajutánpótlására, különösen az eritreai támaszpont révén, ahol hét olasz romboló és nyolc tengeralattjáró állomásozott. Az olasz tengeralattjárók 1940 júniusában akcióba lendültek, és több hajót elsüllyesztettek, mire a britek válaszul lerohanták Olaszország külbirtokait, és az olasz hadihajók nagy részét elpusztították. Négy búvárhajónak sikerült Bordeaux német fennhatóságú kikötőjébe eljutni. A németek 1940–41-ben zsebcsatahajókkal és felfegyverzett szállítóhajókkal támadták a szövetségesek utánpótlásvonalait a déli tengereken. A harc a Pearl Harbor elleni japán támadással kiszélesedett.
A tengelyhatalmak 1942. január 18-án megállapodást kötöttek haditengerészeti tevékenységük további összehangolásáról, és megegyeztek a folyamatos nyersanyag- és technológiacsere megindításáról, amit azonban csak a nehézkes és időigényes tengeri szállítással tudtak megoldani. Az egyezménnyel felosztották egymás között a tengereket, az Indiai-óceán a keleti hosszúság 70. fokától japán felségterületnek számított.

## Egyezkedés

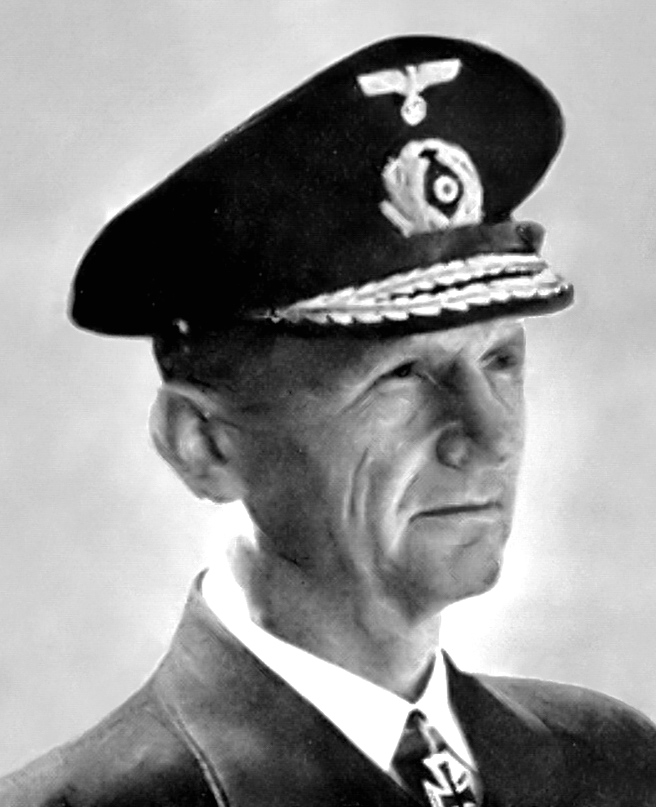
Karl Dönitz admirális

A japánok által elfoglalt maláj területen felállítandó német búvárhajó-támaszpontról 1942 nyarán kezdődtek meg a tárgyalások a két nagyhatalom között. Ekkor Németország számára még úgy tűnt, hogy megnyerheti az atlanti csatát, így lehetősége van tengeralattjárói megosztására az északi és déli tengerek között. A németek azonban ebben az évben súlyos vereségeket szenvedtek Észak-Afrikában. Erwin Rommel előrenyomulását a britek megállították, és megkezdték az Afrikakorps visszaszorítását, emiatt szükségessé vált, hogy a németek lecsapjanak a délről érkező utánpótlásra, egyszerre nehezítve a Szovjetunió és az egyiptomi brit csapatok ellátását a Perzsa-öböl és a Vörös-tenger felől. 1942 augusztusában az amerikaiak partra szálltak Guadalcanalon, így a japánok kénytelenek voltak egységeket átirányítani az Indiai-óceánról a Salamon-szigetek körzetébe. Szeptember 23-án Madagaszkár is szövetséges kézbe került.
A németek és a japánok csak nehezen haladtak előre a megállapodással, ugyanis a fegyveres erők indiai találkozójának elmaradása óta a japánok már kevésbé voltak érdekeltek a náci birodalom tengeralattjáróinak állomásoztatásában. A németeknek úgy tűnt, a japánok azt gondolják, hogy az elsüllyesztett hajókból a Harmadik Birodalom fog csak profitálni, és erre a célra nem akarják elpazarolni amúgy is szűkös forrásaikat. A japánok feltehetően tartottak attól is, hogy a forgandó hadiszerencse miatt kénytelenek lesznek szövetségesük gondjait is magukra venni. Valószínűleg közrejátszott a halogatásban az idegenek iránti hagyományos japán bizalmatlanság is.
Ebben az időben a szövetségesek – a hadihajók hiánya miatt – nem védték olyan erősen teherszállítóikat a déli vizeken, mint az Atlanti-óceánon vagy Dél-Amerika partjainál. Míg az északi tengereken a szállítóhajók nagy konvojokban, hadihajók kíséretében haladtak, addig az Indiai-óceánon alig kaptak védelmet. Az Indiától délre eső, Afrika és Ausztrália közötti hatalmas vízterületet mindössze 13 brit repülőszázad védte, így a németeknek könnyű prédának tűntek az ottani szövetséges hajók.
1941-től számos német tengeralattjáró vadászott szövetséges hajókra Afrika déli tengerein, de ezek még minden bevetés után, vagyis ellátmányuk, torpedó- és üzemanyagkészletük függvényében hazaindultak. A hosszú út Európából a vadászterületre, illetve onnan vissza nagymértékben csökkentett a búvárhajók hatékonyságát. A kisebb hatótávolságú tengeralattjárók kénytelenek voltak egyszer vagy kétszer a nyílt óceánon tankolni, ami kiszolgáltatta őket a szövetséges hadihajóknak és repülőknek. A japánok végül 1943-ban engedtek. Május közepén megkezdődött a szingapúri és a batáviai német bázis előkészítése, júliusban pedig kiköthetett az első német búvárhajó a malájföldi Pinangben, de az együttműködés a háború végéig nehézkes és bizalmatlan maradt a felek között. A német hajók fő javítókikötőjének Szingapúrt jelölték ki.

Pinang állam elhelyezkedése a mai Malajzia térképén

A japánok hozzáállása csak 1944-ben, a hadi helyzet súlyosan kedvezőtlenné válása miatt változott meg gyökeresen. Szeptemberben többször sürgették szövetségesüket, hogy küldjön több tengeralattjárót csendes-óceáni közös akciókra. Németország ekkor még megpróbálkozott a távol-keleti flotta megerősítésével, hiszen a francia tengerpart elvesztése után már csak a norvég és német kikötők maradtak a kezében, ahonnan viszont a búvárhajók csak nagy kockázattal tevékenykedhettek a szövetségesek közelsége miatt. Így a német morálnak is jót tett a flotta mozgásban tartása a távol-keleti vizeken. 1944 késő őszétől Surabaya kikötője is a németek rendelkezésére állt.
Az utolsó kísérletet 1945 áprilisában tették a japánok, hogy tengeralattjárókat szerezzenek Németországtól. Karl Dönitz azonban visszautasította a kérést, mondván, a hazai terület védelme mindennél fontosabb, ráadásul már nem tudnak annyi üzemanyagot előteremteni, amennyi a hosszú úthoz szükséges. A japánok megvitatták a helyzetet, és azt javasolták, hogy a német búvárhajók tankoljanak japán üzemanyag-szállítókból a Jóreménység fokánál. Ebből már nem lett semmi. Wilhelm Dommes, a déli területek német parancsnoka április 29-én azt ígérte a japánoknak, hogy folytatja a harcot, és Berlin is arra utasította május 7-én, hogy egy búvárhajó kivételével mindent adjon át a japánoknak. A japánok ezzel nem törődtek, még aznap mind a hat tengeralattjárót és az összes felszerelést lefoglalták.

## Az első falkák

### Kapstadt csoport (1941. október–november)
Az Abwehr dél-afrikai forrásai arról számoltak be 1941 őszén, hogy az elmúlt hónapokban legalább kétszáz szövetséges hajó érkezett Fokvároshoz, és közülük ötven le is horgonyzott a kikötőben. Karl Dönitz engedett felettesei nyomásának, akik régóta szerették volna, hogy a német tengeralattjárók már a déli tengereken megtámadják a Nagy-Britanniába tartó nyersanyagszállítmányokat és esetleges csapaterősítéseket, és októberben elindította a Kapstadt (Fokváros) csoportot. Az IXC típusú U–129 október 21-én futott ki franciaországi kikötőjéből, Lorient-ból, majd az U–124 (IXB), az U–68 (IXC), valamint az eredetileg a török haditengerészetnek készített, a hagyományos U-hajóktól elütő, át nem adott UA is csatlakozott hozzá. Célpontjuk Fokváros volt, ahol reményeik szerint váratlanul csaphattak le a gyanútlan szövetséges hajókra.
A terv az volt, hogy a búvárhajók megtankolnak a Python üzemanyag-szállító hajóról, majd az útjukba kerülő hajókat kímélve, titokban leúsznak Afrika déli csücskéig. Az akció totális kudarc lett, ugyanis a britek már fel tudták törni az Enigmával rejtjelezett üzeneteket, és három cirkálót, a Devonshire-t, a Dorsetshire-t és a Dunedint küldték fogadásukra. Az U–124 egy távoli torpedólövéssel ugyan elsüllyesztette a Dunedint, a másik két cirkáló azonban a tenger fenekére küldte a tengeralattjárók egyik kiszolgálóhajóját, az Atlanticot. December 1-jén a Python az U–68-at és az UA-t töltötte üzemanyaggal, amikor felbukkant a Dorsetshire. A tengeralattjáróknak sikerült lemerülniük, de a felszíni hajót a cirkáló elsüllyesztette. Dönitz az U–124-et és az U–129-et is a helyszínre küldte, hogy segítsenek a túlélők mentésében, majd lefújta a Kapstadt akciót.
| Tengeralattjáró | Hajók száma | Elsüllyesztett tonnák |      | Tengeralattjáró | Hajók száma | Elsüllyesztett tonnák |
| --------------- | ----------- | --------------------- | ---- | --------------- | ----------- | --------------------- |
| U–124           | 2           | 11 125                | U–68 | 3               | 18 395      |                       |

### Eisbär csoport (1942. október–december)
1942 áprilisában az U–68 és az U–505 információkat hozott a Fokváros és Freetown közötti szövetséges hajóforgalomról. Ezek alapján a német hadvezetés úgy döntött június 25-én, hogy IXC típusú búvárhajókat, valamint egy XIV típusú tanker-tengeralattjárót küld Afrika déli részéhez, amely biztosítja a búvárhajók utántöltését. Úgy számoltak, hogy hasonló viszonyok várják majd őket, mint azokat a tengeralattjárókat, amelyek az észak-amerikai parti hajózási útvonalakat támadják. A kapitányok a célpontok kiválasztásában szabad kezet kaptak.

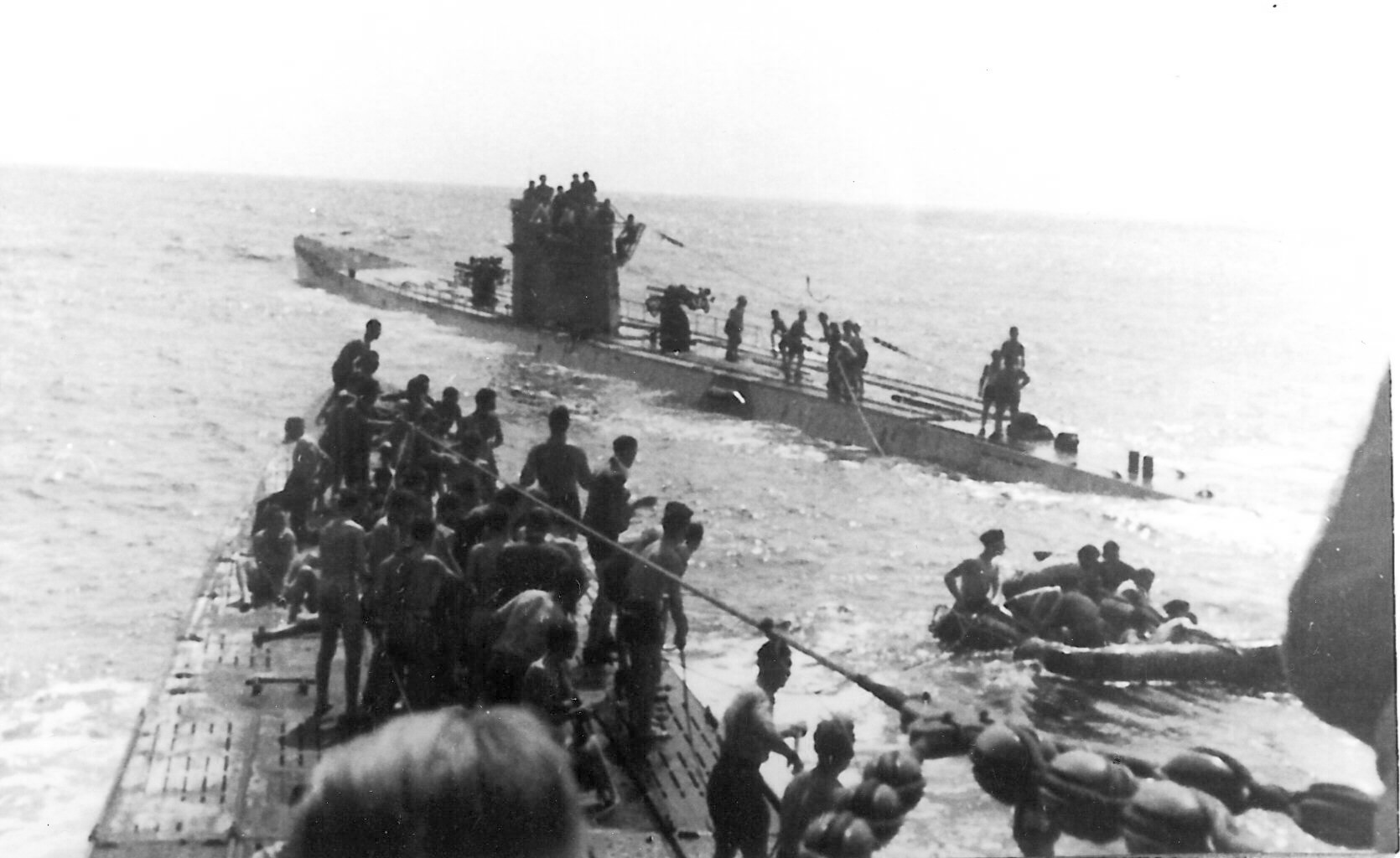
Az U–156 és az U–506 a Laconia utasait menti

A négy – U–172, U–504, U–156, U–68 – hajóból álló falka az Eisbär (Jegesmedve) csoport nevet kapta. Az U–156 és az U–172 indult elsőnek augusztus 19-én, az ő feladatuk volt a kijelölt zóna feltérképezése. Ugyanezen a napon hagyta el Bordeaux-t a kiszolgálásukat végző U–459-es tanker. Ez utóbbi – korabeli ragadványnevén Milchkuh (fejőstehén) – kapitánya egy első világháborús veterán, Georg von Wilamowitz-Möllendorf volt.
A többi hajó is francia kikötőkből indult a nyár végén. Miközben déli irányba haladtak, 1942. szeptember 12-én az U–156 megtorpedózta a brit Laconia óceánjárót, amely olasz hadifoglyokat szállított. A támadás után a tengeralattjáró több száz fuldoklót vett fedélzetére, és ezért nem tudta folytatni útját. Helyét az eredetileg a Kongó deltájához vezényelt U–159 vette át. Útközben találkoztak néhány magányos hajóval, de nem támadták meg őket.
1942. szeptember 23. környékén a búvárhajók megtankoltak az U–459-esről, nagyjából 900 kilométerre Szent Ilonától délre, majd október 8-án elérték Fokvárost. Csalódásukra a horgonyzóhelyek üresek voltak, ugyanis a szövetségesek a japán tengeralattjárók Madagaszkár környéki tevékenysége miatt elővigyázatossági intézkedéseket hoztak. A kikötők előtt kisebb parti hadihajók őrjáratoztak folyamatosan. Mindazonáltal a németek találtak célpontokat a területen.
Az U–172 hosszas üldözés és hat torpedó kilövésével elsüllyesztette az Orcades (23 456 tonna) nevű brit óceánjárót október 10-én. A fedélzeten tartózkodók közül 1067 embert a Narwik nevű lengyel gőzös vett fedélzetére, 45-en meghaltak. Az Orcades volt a harmadik legnagyobb hajó, amelyet a német búvárhajók a háborúban elsüllyesztettek.
Az U–172 ezután sikerrel támadta meg a TRIN–16-os konvojt, és elpusztította a brit Addlington Courtot (4891 tonna). Október közepén az U–172 és az U–68 a rossz időjárási körülmények és a rohamosan fogyó üzemanyagkészlet miatt elhagyta a területet. December 7. környékén ismét tankoltak, majd a brazil partok felé indultak. Az U–504 és az U–159 Durban környékén vadászott, majd visszaindult Európába.
Az első hullámban érkező hajókat IXD/2-típusú hosszú távú tengeralattjárók váltották. Az U–179, az U–178, az U–181 és az U–177 német kikötőkből indult 1942. augusztus–szeptemberben. Ezeknek a hajóknak a hatósugara jelentősen meghaladta elődeikét, nem volt szükségük utántöltésre ahhoz, hogy a távoli déli vizeken vadásszanak. Az U–179 október 8-án érte el a területet, de miután elsüllyesztette a brit City of Athenst, a szintén brit HMS Active mélységi bombákkal megsemmisítette, és a legénység 61 tagja meghalt. Ez a búvárhajó volt a csoport egyetlen vesztesége.
A többi tengeralattjáró október második felében ért a déli vizekre. Őrjáratuk során Maputóig is elhajóztak. 1942 végén visszaindultak Franciaország felé, ahova január második felében érkeztek meg. A távoli akciókat 1943 áprilisáig elnapolták, mert gond volt a tengeralattjárók dízelmotorjaival.
Az elsüllyesztett hajók közül a legnagyobb a brit Orcades (23 456 tonna) volt, őt követte a brit Duchess of Atholl (20 119 tonna) (U–178) és a Llandaff Castle (10 799 tonna) (U–177).
| U–172 | 8 | 60 048 | U–504 | 6  | 36 156 | U–156 | 3 | 30 381 |
| U–68  | 9 | 56 330 | U–158 | 11 | 63 730 | U–179 | 1 | 6558   |
| U–178 | 7 | 53 445 | U–181 | 12 | 58 381 | U–177 | 9 | 51 959 |

### Seehund csoport (1943. február–március)
Annak ellenére, hogy az első hullám tapasztalataiból kiderült, hogy az IXC-hajók nem tudnak megfelelő hatékonysággal tevékenykedni a távoli vizeken, a német haditengerészet 1942. december végén és január elején újabb négy ilyen tengeralattjárót indított útnak, mert nagy hatótávolságú búvárhajók nem álltak rendelkezésére. Az U–506, az U–509, az U-516 és az U–160 vadászatát az előző csoportot is segítő U–459-es tanker támogatta. A Seehund (Borjúfóka) csoporthoz csatlakozott az egyetlen bevethető IXD/2 típusú hajó, az U–182 is, amely Norvégiából indult.
A csoport 1943. január 29. és február 4. között, 900 kilométerre Szent Ilonától délre tankolt, majd február közepétől megkezdte a járőrözést a Jóreménység fokánál. Valamennyiüknek sikerült hajókat elsüllyesztenie, de a helyzet gyökeresen megváltozott 1942 decembere óta. Védtelen hajók helyett hadihajók és repülőgépek által kísért konvojok közlekedtek. Ezek a hajókaravánok a partok közelében maradtak, így még a szárazföldi lokátorok is segítettek a felszínen úszó búvárhajók lokalizálásában. Február végére a Seehund vadászai a Durbantől és Mozambiktól keletre eső vizekre koncentráltak.
Március 3-án az U–160 sikeresen lecsapott a TAG–18 konvojra, és négy hajót – Chr. J. Kampmann (2260 tonna), Thorshavet (11 015 tonna), Gypsum Empress (4034 tonna) és Leda (8546 tonna) – süllyesztett el 24 óra alatt.
A tengeralattjárók, fogyatkozó üzemanyag-tartalékaik miatt, kénytelenek voltak visszatérni a Jóreménység foka közelébe. Április elején a hajók visszaindultak Európába, és 23–29-én tankoltak az U–117-esből. Május 16-án egy légitámadás következtében az U–182 elsüllyedt, 61 tengerésze meghalt. A németek 22 hajót süllyesztettek el. A legnagyobb az U–160 áldozata, a norvég Thorshavet (11 015 tonna) volt.
| U–182 | 5 | 30 071 | U–506 | 2 | 9980   | U–509 | 2 | 12 066 |
| U–516 | 4 | 25 396 | U–160 | 9 | 51 062 | U–509 | 2 | 12 066 |

### Újabb hullám (1943. május–augusztus)

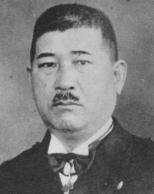
Nomura Naokuni admirális, berlini japán attasé, az U–511 utasa

A német hadvezetés márciusban és áprilisban, mielőtt nyilvánvalóvá vált, hogy a Seehund csoport nem járt az elvárt sikerrel, újabb hullámban nyolc nagy hatótávolságú tengeralattjárót – U–180, U–198, U–196, U–195, U–181, U–178, U–177, U–197 – indított a déli tengerekre.
Az U–180 és az U–198 IXD/1, a többi IXD/2 típusú volt. A hajók a Madagaszkár közeli vizeken kezdtek vadászni. Az U–180 fedélzetén két japánbarát indiai nacionalista, köztük a Szabad India Mozgalom vezetője utazott, akik a sziget közelében átszálltak az I–29-es japán tengeralattjáróra. A többi búvárhajó, az U–197 kivételével, amely csak júniusban futott be, májusban a kelet-afrikai partoktól 900-1150 kilométerre őrjáratozott. Az U–177 fedélzetén volt egy kisméretű girosárkány, a Bachstelze, amelyet harminc alkalommal engedtek fel, de egyetlen hajót sem sikerült a légi járműből megpillantani. Az U–195 hamarosan visszafordult, a többi hat hajó Mauritiustól 900 kilométerre délre vadászott. Június 23-án a Japánból érkező Charlotte Schliemann tanker feltöltötte az üzemanyagtartályaikat és raktáraikat.
Az U–196 május 25-én egy hajókaravánt támadott Afrika déli csücske közelében, amikor a két torpedó közül az egyik, élesítve, beragadt a vetőcsőbe. Miközben a konvoj kísérőhajói mélységi bombákkal próbálták elpusztítani a tengeralattjárót, az kénytelen volt éles szögben süllyedni, hogy a robbanásveszélyes torpedó kicsusszanjon a csőből.
Augusztus 5-én az U–177 girosárkánya felfedezett egy görög hajót, amelyet a búvárhajó elsüllyesztett. Ezután a tengeralattjárók több hajót küldtek a tenger fenekére a madagaszkári vizeken, majd nyáron visszaindultak Európába. 1943. augusztus 20-án az U–197-es megrongálódott egy légitámadásban, majd mielőtt a helyszínre siető társai megérkeztek, elsüllyedt, és a tengerészek valamennyien meghaltak.
A legsikeresebb tengeralattjáró az U–181 volt, amely tíz hajót küldött a tenger fenekére. A legnagyobb hajót az U–181 süllyesztette el 1943. augusztus 12-én. A brit Clan Macarthur (10 528 tonna) a DN–55 konvoj tagjaként haladt, amikor a madagaszkári Manakarától keletre találatot kapott.
| U–180 | 2   | 13 298 | U–198 | 7  | 36 778 | U–196  | 2 | 12 285 |
| U–195 | 3   | 21 188 | U–181 | 10 | 45 331 | U–178  | 6 | 32 689 |
| U–177 | 8** | 49 301 | U–197 | 4  | 28 448 | U–511* | 2 | 14 370 |

* Az U–511 diplomáciai úton volt, majd a németek ajándékaként a japán flottába került.

** Az elsüllyesztetteken kívül egy hajót megrongált (2588 tonna).

## Berendezkedés Pinangben

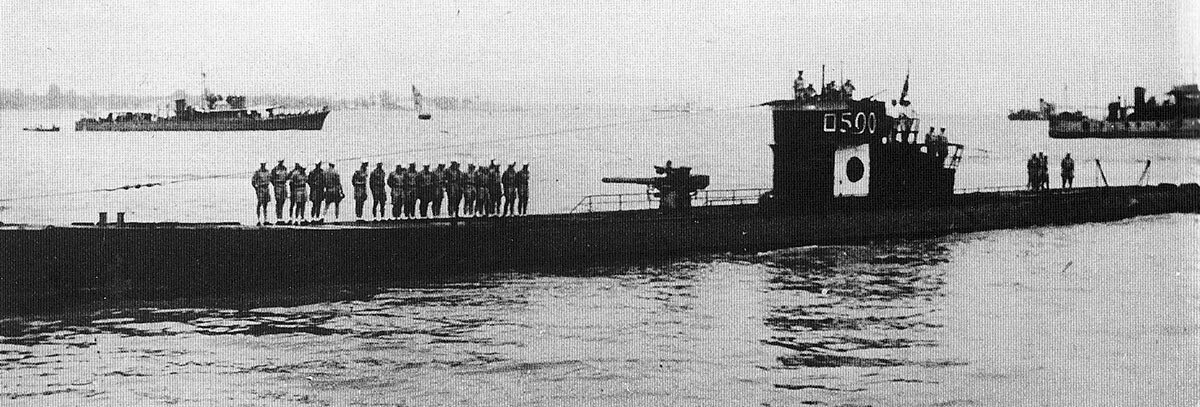
Az U–511, amely a japán flotta hajója lett

Karl Dönitz április 5-én úgy döntött, hogy az U–178 ne térjen vissza Európába, hanem hajózzon Pinangbe. Később a tengeralattjáró parancsnokát, Wilhelm Dommes korvettkapitányt nevezték ki a pinangi bázis irányítójának. Az első búvárhajó az U–511 volt, amely Pinangbe befutott 1943. július 14-én, Dommes érkezéséig annak kapitánya, Fritz Schneewind felügyelte a német bázist.
Az U–511 fedélzetén utazott Nomura Naokuni admirális, volt németországi haditengerészeti attasé és Woermann, a leendő nankingi német nagykövet. A hajó továbbment Kóbéba, ahol szeptember 16-án hivatalosan Japánnak ajándékozták. Dommes augusztus végén érkezett meg. A németek úgy határoztak, hogy a búvárhajók első nagy csoportját a monszun után küldik a helyszínre, ebből ered a csoport neve is.
Pinangben kezdetleges viszonyok fogadták a németeket, a szolgáltatások és az ellátmány gyenge volt, ahogy Berlinbe jelentették: „mindent hosszadalmas tárgyalásokon kell kikönyörögni a japán bázistól”. A japánok amúgy is hiányt szenvedtek mindenből, mivel szinte összes energiájukat Délkelet-Ázsia, Kína és a csendes-óceáni szigetek elfoglalására fordították. Óriási területet hódítottak meg, de újabb nagyszabású támadó hadműveletre nem maradt erőforrásuk. Mivel a meghódított területeken nem voltak igazi ipari központok, kénytelenek voltak minden felszerelést Japánból szállítani. A szigetország tartalékai, különösen vasból és acélból, hamar kimerültek, a szállítókapacitást pedig a szövetségesek tizedelték meg.
A németek folyamatosan kérték a japánoktól, hogy tegyenek lépéseket a szövetséges tengeralattjárók elriasztására, de kérésük nem talált meghallgatásra. A szövetséges búvárhajók a bázis környezetében tevékenykedtek, és legalább öt német tengeralattjárót süllyesztettek el a parti vizeken. A legveszélyesebb Pinang északi, a Malaka-szoroson keresztüli megközelítése volt, a Batávia–Szingapúr-útvonal viszont biztonságos volt. Ellenséges tengeralattjárók ólálkodtak a Szunda-szorosban és a Lombok-szorosban is.
A legnagyobb problémát mindazonáltal a japánok által biztosított üzemanyag jelentette, ugyanis az ígértnél rosszabb minőségűt szállítottak a németeknek, ami miatt gyakoriak voltak a meghibásodások. Gondot okozott a kikötő mérete is, ugyanis egyszerre csak öt tengeralattjáró befogadására volt alkalmas. Sok problémát okozott – különösen a japánoknak –, hogy a bázis japán parancsnoka admirális, német partnere viszont csak korvettkapitány volt.

## Első hullám

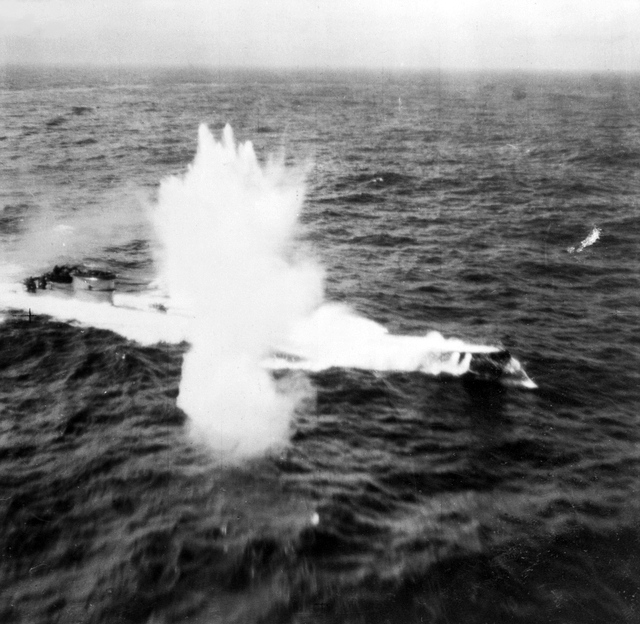
Brit gépek megsemmisítik az Indiai-óceán felé tartó U–200-at

1943. június végén és július elején 11, többségében IX C típusú tengeralattjáró – U–200, U–188, U–168, U–509, U–514, U–532, U–183, U–506, U–533, U–516, U–847 – indult el az Indiai-óceán felé norvég és francia kikötőkből. A Monszun csoport első hullámából csak öt érkezett meg az Indiai-óceánra, a pinangi bázist pedig csak négy érte el.
A tervek szerint a búvárhajókat a brazil partok közelében, a São Pedro- és São Paulo-szigetcsoporttól 450 kilométerre keletre az U–462-es tankernek kellett volna várnia, de nem jutott ki a Vizcayai-öbölből. A tengeralattjáró a légitámadásokban megrongálódott, ezért kénytelen volt javításra visszatérni franciaországi kikötőjébe.
A Franciaországból útra kelő U–514 július 8-án, az U–506 12-én, az U–509 pedig 15-én semmisült meg. Utóbbit a Santee repülői süllyesztették el. A norvég kikötőből induló U–200 június 24-én Izlandtól délnyugatra elsüllyedt, miután egy brit B–24 Liberator mélységi bombát dobott rá.
A kikötőjébe visszatérő U–462 helyett a haditengerészet egy másik tankert, az U–487-et küldte a Monszun csoport első hulláma után. A terv szerint az Azori-szigetektől 1200 kilométerre délre volt a randevú. Mivel az U–487 már nyolc hajót feltöltött, egy másik IXC típusú tankerrel, az U–160-nal kellett találkoznia, hogy átszivattyúzza annak szállítmányát. Ahhoz, hogy a találkozót megszervezzék, a németek kénytelenek voltak sok rádióüzenetet váltani, és a szövetségesek is megtudták, mire készülnek. 1943. július 13-án a USS Core repülői lecsaptak a felszínen úszó búvárhajóra. A legénységnek sikerült egy F4F Wildcatet lelőni, de végül az U–487 elsüllyedt. Harmincegy tengerész meghalt, 33 túlélte a támadást. Az U–516 szeptember 30-án indult Lorient-ból, de kénytelen volt visszafordulni Brestbe, ahova másnap érkezett meg.
Az U–847-et a Dánia-szorosban jég rongálta meg, és azt az utasítást kapta, hogy üzemanyaga egy részét adja át más, az észak-amerikai vizekről visszatérő tengeralattjáróknak. Több hajót feltöltött, de augusztus 27-én egy légitámadásban elsüllyedt az Atlanti-óceánon. Az újratöltésre váró tengeralattjárók az Azori-szigetek környékén gyülekeztek. Végül 1943. július 21–27. között a Zöld-foki-szigetektől 900 kilométerre nyugatra-északnyugatra megtankoltak. Legközelebb a Pinangből érkező Brake felszíni tanker töltötte fel az üzemanyagtartályokat Mauritiustól délre. A 11 hajóból, amely elindult Európából, négy megsemmisült, kettő tankerként tevékenykedett tovább, a többi öt megkezdte a cserkészést a déli tengereken. A két tankerré lett hajóból az egyik a töltési művelet során, a másik az Európába visszavezető úton süllyedt el.

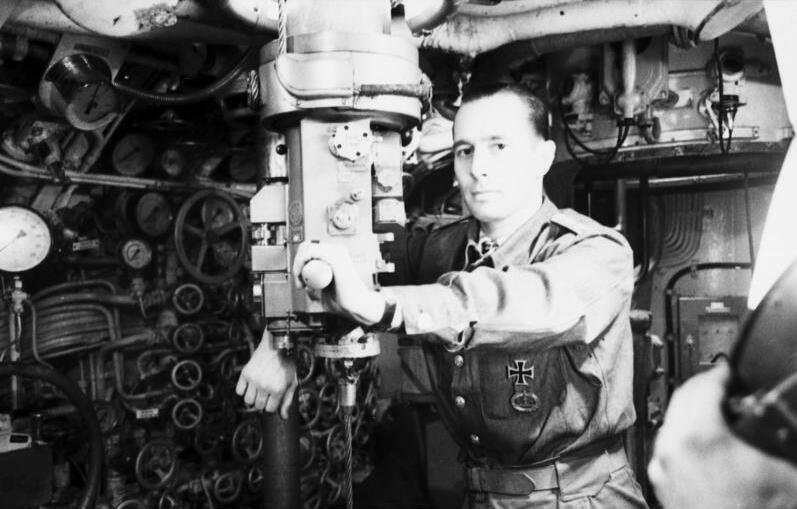
Herbert Kuppisch, az U–847 kapitánya. Hajóját még Izlandnál elsüllyesztették

Az U–168 Bombay partjainál, az U–183 a Seychelle-szigetek és az afrikai kontinens között, az U–188 az Ománi-öbölben, az U–532 India déli és nyugati partjainál, az U–533 pedig az Ádeni-öbölben vadászott. Hat hajót sikerült elsüllyeszteniük, kettőt megrongáltak, de az U–533 – anélkül, hogy akár egyetlen hajót is elsüllyesztett volna 104 napos útján – is megsemmisült az Ádeni-öbölben 1943. október 16-án. Az U–188 torpedómeghibásodásokat jelentett, mert a nagy melegben tönkrementek a fegyverek akkumulátorai. A négy hajó 1943 novemberében érkezett meg Pinangbe.
A négy megmaradt búvárhajó – U–183, U–168, U–532, U–188 –, miután átestek a javításokon a szingapúri szárazdokkban, valamint a már régebben Pinangben állomásozó U–178 1944. január–februárban Ceylon és Mauritius környékén, valamint az Ádeni-öbölben vadászott.
Ezt követően a tengeralattjárók elindultak Európa felé. Az U–178 átadott valamennyi üzemanyagot az U–532-nek, majd 1944. február 26-án Franciaország felé vette az irányt. Március 8-án a Jóreménység fokánál légitámadás érte, de megmenekült, majd május 24-én, alig működő motorokkal, megérkezett Bordeaux-ba. A többi búvárhajó számára beütemeztek egy márciusi üzemanyag-utánpótlást a Brake tartályaiból. Március 12-én az U–188 és az U–532 tankolt, de a rossz idő miatt a többiek nem kerültek sorra.
Ugyanezen a napon a tartályhajót a brit  HMS Roebuck elsüllyesztette. A túlélőket az U–168 vette fedélzetére. A hajók megosztoztak az üzemanyagon, de az U–168, az U–532 és az U–183 kénytelen volt a szűkös készletek miatt a Távol-Keleten maradni, csak az U–188 indulhatott vissza Európába. A hajó június 19-én futott be franciaországi kikötőjébe.
| U–188* | 9 | 59 702 | U–168* | 4 | 17 811 | U–532* | 6** | 22 941 |
| U–183* | 2 | 12 412 | U–168* | 4 | 17 811 | U–532* | 6** | 22 941 |

* Valamennyi hajó eljutott Pinangbe, ahonnan új járőrutakra indult, így a számok nemcsak a nyári-őszi, hanem a téli akciók során elsüllyesztett hajók adatait is tartalmazzák.
** Az elsüllyesztetteken kívül két hajót megrongált (13 128 tonna).

## Második hullám

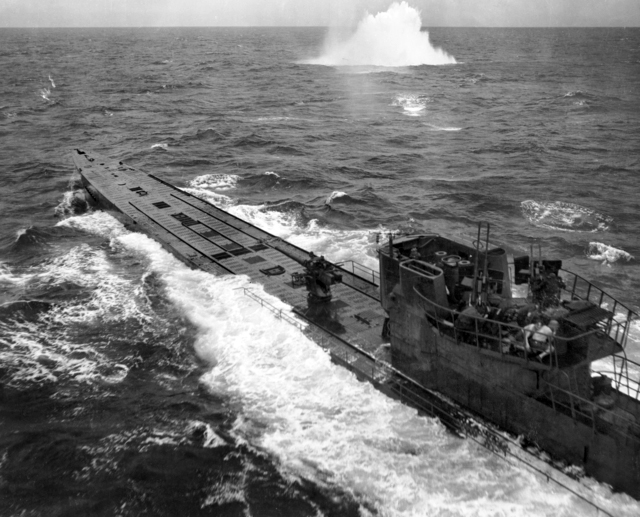
Az U–848 légitámadás közben

A német haditengerészet úgy döntött, hogy újabb tengeralattjárókat – U–219, U–510, U–848, U–849, U–850 – vezényel a távol-keleti vizekre, ezek 1943 őszén indultak útnak francia, német és norvég kikötőkből. Az U–219 eredeti feladata az volt, hogy helyezzen ki aknákat Fokváros és Colombo közelében, de végül tankerfeladatot kapott. Az U–510-nek sikerült megtankolnia az U–219-ről, és 1944. április 5-én befutott Pinangbe.
A másik négy hajót útközben megsemmisítették. Az U–848-at november 5-én, az U–849-et november 25-én az Ascension-sziget közelében repülőgépek elsüllyesztették. Az U–848 három nappal korábban torpedóval megsemmisítette a magányosan haladó Baron Semple brit kereskedelmi gőzhajót. Az U–850-et a USS Bogue-ról induló harci gépek december 22-én, Madeirától nyugatra küldték a tenger fenekére. 1944 elején az U–510, az U–178, az U–532, az U–188, az U–168 és az U–183 tevékenykedett a területen.
Pinang kikötői kapacitásai miatt a flottát nem lehetett bővíteni. A tengeralattjárók hamarosan kifogytak a torpedókból, ezért az U–532, az U–188, az U–183 azt az utasítást kapta, hogy vegyen a fedélzetére stratégiai nyersanyagokat, és térjen vissza Európába. A Madagaszkártól keletre hajózó Charlotte Schliemann felszíni tankert, miközben az U–532-t töltötte, légitámadás érte, és elsüllyedt. Negyvenegy túlélőt a HMS Relentless brit romboló, a többit a tengeralattjáró vette fedélzetére. Az U–532-t, amely visszafordult Pinang felé, három nappal később mélységi bombákkal támadták a szövetségesek. A Brake és a Charlotte Schliemann pusztulása után csak két kisebb méretű tanker, a Quito és a Bogota állt a tengeralattjárók rendelkezésére.
| U–510* | 7 | 48 326 | U–848 | 1 | 4573 | U–178 | 1 | 7244 |

* A csillaggal jelölt hajó eljutott Pinangbe, ahonnan új járőrutakra indult, így a számok nemcsak az 1944. téli, hanem a későbbi akciók során elsüllyesztett hajók adatait is tartalmazzák.

## Harmadik hullám

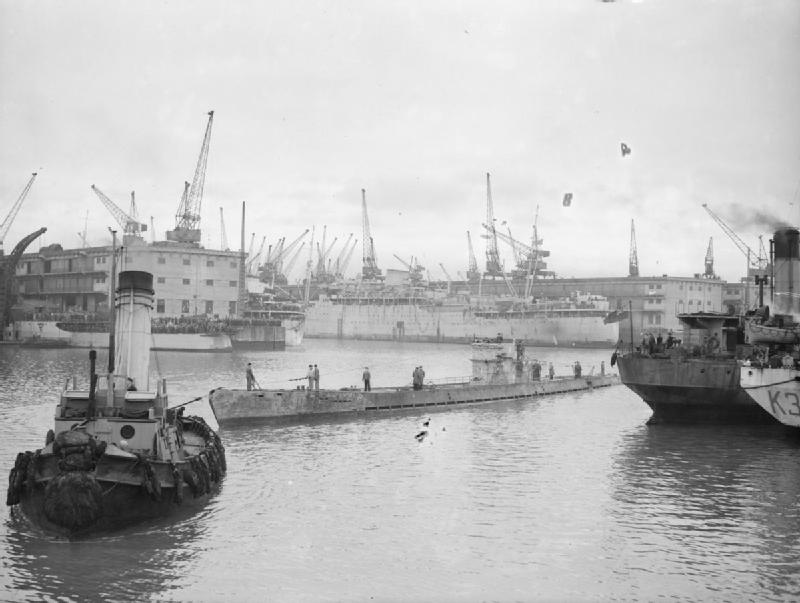
Az U–532 Liverpoolban

A német haditengerészet a szerény eredmények ellenére újabb hajók indításáról döntött. A tengeralattjárókat a trópusi klímában megbízhatóbban működő torpedókkal szerelték fel. 1944-től már a japánok is a vereség kapujában álltak, és készek voltak minden terhet vállalni annak érdekében, hogy német tengeralattjárók segítsék harcukat. A Franciaországból kiszoruló német tengeralattjárók kénytelenek voltak hazai és norvég vizekre visszahúzódni, de ott szinte teljesen ki voltak szolgáltatva a szövetséges erőknek.
A németek 1944-ben és 1945-ben 23 tengeralattjárót – U–177, U–1062, U–862, U–1059, U–843, U–801, U–851, U–181, U–196, U–537, U–859, U–860, U–198, U–861, U–490, U–852, U–863, U–180, U–195, U–219, U–871, U–864, U–234 – indítottak útnak a Távol-Keletre.
A déli tengerekre ismét kevés hajó érkezett meg. Az U–177 február 6-án a brazíliai Recifétől keletre elsüllyedt. A Zöld-foki-szigetektől délnyugatra a USS Block Island repülői március 17-én az U–801-et, március 19-én pedig az U–1059-et pusztították el. Az U–851 március 27-én, mindössze 31 nappal indulása után, Kanada közelében süllyedt hullámsírba, az U–863-at útja 66. napján érte utol végzete.
Az U–1062 elérte a malájföldi bázist, de az alatt a 207 nap alatt, amíg őrjáratokat teljesített, egyetlen hajót sem tudott megsemmisíteni. Hasonlóan sikertelen volt az U–537, illetve az U–860, amelyet Szent Ilonától délre a USS Solomons gépei süllyesztettek el. Az U–490 csak az Azori-szigetek közelébe jutott, ahol amerikai hadihajók mélységi bombákkal elsüllyesztették. A legénység valamennyi tagja túlélte a támadást.
Az U–852 március 13-án elsüllyesztette a Peleus nevű görög hajót (4995 tonna), majd a túlélőket legéppuskázta. A háború után kapitányát, Heinz-Wilhelm Ecket és két másik tisztet, August Hoffmannt, valamint Walter Weispfenniget Hamburgban kivégezték. Az U–852 a Peleus elsüllyesztése után megtorpedózta a brit Dahomiant (5227 tonna), majd 1944. május 3-án, miután szövetséges repülők megrongálták, a legénység partra futtatta és felrobbantotta. A britek a roncsban találtak egy Bachstelzét. Az U–871 egyetlen hajót sem tudott elsüllyeszteni 1944. szeptember 26-áig, amikor egy brit B–17 Flying Fortress elpusztította. Az U–864 mindössze harmadik napja volt a tengeren, amikor február 9-én a brit HMS Venturer tengeralattjáró Norvégia partjainál hullámsírba küldte.
Az U–843-at megrongálta egy repülőgép, de elérte a maláj partokat. A szállítási feladatokra átalakított U–180, U–195 és U–219 közül csak az utóbbi kettő érte el Batáviát. Az U–861-et brazil vizekre irányították. Az U–852, az U–198, az U–196, az U–862, az U–861 és az U–859 sikeresen támadott szövetséges hajókat 1944. április 1-jétől; a csúcsidőszak július–augusztus volt. Az U–859 legértékesebb zsákmánya az amerikai John Barry volt, amely 1800 tonna ezüstérmét szállított. Az U–859-et végül egy brit tengeralattjáró, a HMS Trenchant semmisítette meg torpedóval Pinang közelében.
Az U–234 Japánba tartott, fedélzetén 560 kilogramm uránnal valamint a Me 262 repülőgép tervrajzaival és két mérnökkel, akik segítettek volna a sorozatgyártást beindítani a szigetországban, amikor Németország kapitulált. Johann-Heinrich Fehler kapitány úgy döntött, hogy az amerikai Portsmouthban megadja magát. A fedélzeten utazó két magas rangú japán tiszt altatótablettákkal öngyilkos lett.
A legnagyobb hajó, amelyet elsüllyesztettek, a Fort Lee (10 198 tonna) nevű amerikai tanker volt, amelyet az U–181 torpedózott meg 1944. november 2-án Ausztrália és Madagaszkár között félúton.
| U–862* | 7 | 42 374 | U–843* | 1 | 8261   | U–181  | 5   | 35 867 |
| U–859  | 3 | 20 853 | U–198  | 4 | 22 912 | U–861* | 4** | 22 048 |
| U–852  | 2 | 9972   | U–198  | 4 | 22 912 | U–861* | 4** | 22 048 |

* A csillaggal jelölt hajó eljutott Pinangbe, ahonnan új járőrutakra indult, így a számok nemcsak az 1944. téli, hanem a későbbi akciók során elsüllyesztett hajók adatait is tartalmazzák

** Az elsüllyesztetteken kívül egy hajót megrongált (8139 tonna)

## Élet Pinangben
Pinangben a hosszú útról érkező, kimerült német legénységnek kellett mindent megcsinálnia: kipakolni, feltölteni, szerelni a hajókat. A helyiekre legfeljebb egyszerű fém- és ácsmunkákat bíztak, mivel féltek a szabotázstól. Úgy tűnt nekik, hogy a kevés segítő japán munkásnak is elsősorban az új berendezések utáni kémkedés a dolga. Nem volt torpedóraktár, így azokat egy japánok által használt épületben kellett felhalmozni. A németeknek mindent maguknak kellett a Harmadik Birodalomból Ázsiába szállítani, a hajócsavaroktól kezdve a dízelmotor-alkatrészekig. Szinte mindenből hiány volt a bázison, ugyanis a felszereléseket szállító tengeralattjárók gyakran megsemmisültek az odavezető úton.
Bázisonként nagyjából ötven német katona teljesített szolgálatot, ők elsősorban adminisztrációval és kommunikációval foglalkoztak. Őket néhány civil, elsősorban Ázsiában élő német egészítette ki. A helyiek állandó munkát legfeljebb személyi inasként kaptak. Egy Európából érkező tengeralattjáró rendbehozásához és felkészítéséhez több mint ötven napra volt szükség. A takarítás átlagosan három napot, a sürgős javítások húsz napot, a hajótest külső tisztítása a szingapúri szárazdokkban három napot, javítása 14 napot, feltöltése újabb 14 napot vett igénybe, és indulás előtt még merülési tesztek is vártak a hajóra.
A legénységnek, ha éppen nem dolgozott a hajón, különböző rekreációs lehetőségeket biztosítottak a bázison (Stützpunkt Paul) és a közeli településen. A tisztek számára a Shanghai Hotelben bordélyház üzemelt. A japánokhoz képest a németek élelmiszer-ellátása kimagasló volt, ugyanis 1942 májusában a Thor nevű hajó elfogott egy Ausztráliából Burmába tartó, fagyasztott élelmiszert szállító teherhajót. Rosszabb volt a hajózó legénység egészségi állapota, minden negyedik tengerész megkapta a maláriát. Sokat ittak, a helyi nők különböző nemi betegségekkel fertőzték meg őket, így gyakran rosszabb állapotban indultak útnak, mint ahogy megérkeztek.

## A vég

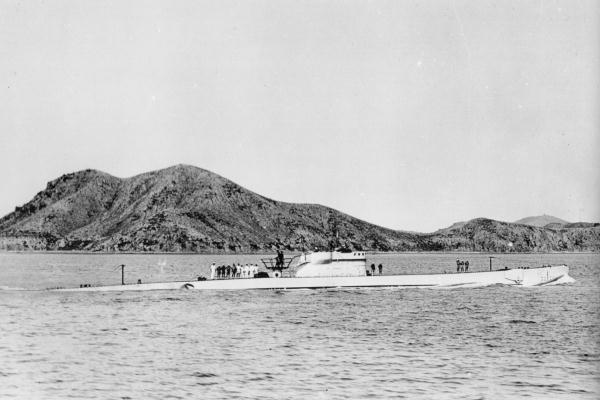
A volt olasz UIT-24 a német flottában

A német felszíni hajók a háború elején nagy veszteségeket szenvedtek, ezért a hadvezetés már 1943-ban elkezdte keresni a lehetőségét, hogy miként tudja másként megoldani a hadi ipar gumi-, ón-, volfrám- és molibdénellátását. Logikus lépésként a tengeralattjárós szállításra gondoltak, mivel német és japán búvárhajók már többször megtették az utat Németország és a Távol-Kelet között. Mivel a német tengeralattjárók szállítási kapacitása korlátozott volt, felmerült az olasz búvárhajók átalakítása. Az olasz kapituláció után úgy tervezték, hogy ezek az egységek évi két utat tesznek meg, és egyenként, utanként 150 tonnányi árut szállítanak majd. Arra is készültek, hogy harminc szállító-tengeralattjárót építenek, amelyek 1944 végén állnak szolgálatba. A változó hadi helyzet miatt a terveket 1944 elején törölték.
Mivel az olasz tengeralattjárók bevetésének ötlete elbukott, a németek az Atlanti-óceánon folyó küzdelemből kiszorított 750 tonnás búvárhajókat használták erre a – biztonságosabb – feladatra. 1944-ben már a nagyobb, 1200 tonnás hajók végezték a szállítást. A németek higanyt, ólmot, alumíniumot, különlegesen megmunkált acélt, speciális eszközöket és fegyvereket szállítottak Japánnak, például akusztikus torpedókat, radarokat, rejtjelező berendezéseket. A tervezett rendszeres szállítmányozás azonban soha nem indult be, részben azért, mert a tengeralattjárók rakterét gyakran a pinangi bázis számára létfontosságú felszerelések töltötték ki. A búvárhajókon máskor áru helyett magas rangú tisztek és diplomaták utaztak. A Távol-Keletre induló utolsó búvárhajó például a Tokióba kinevezett új német légügyi attasét, Kessler tábornokot vitte fedélzetén.
Az olasz kapituláció, 1943 szeptembere után három lefoglalt, szállítási célokra használt olasz tengeralattjárót szolgált ki a pinangi bázis. Az UIT-23 a Malaka-szorosban süllyedt el, miután a HMS Tallyho megtorpedózta.
Idővel az út hazafelé rettentő veszélyessé vált, a hajók közül alig néhány jutott vissza az európai vizekre. A rosszul felszerelt kikötők és a gyenge minőségű üzemanyag miatt számos hajó kénytelen volt visszafordulni. Az U–510, amely 1945. február 23-án elsüllyesztette az Indiai-óceánon a háborúban tenger fenekére küldött utolsó hajót, a kanadai Point Pleasant Parkot, üzemanyaghiány miatt kénytelen volt Saint-Nazaire-nél megadni magát. Az U–843 eljutott Norvégiáig, de ott, Kattegatnál elsüllyedt. Az U–532 elért néhány találatot a hazafelé vezető úton, de kénytelen volt megadni magát, és Liverpoolba hajózni, ahol a britek lefoglalták a szállítmányát: 110 tonna ónt, 8 tonna volfrámot, 4 tonna molibdént, és kisebb mennyiségben szelént, kinint, valamint 8 tonna kaucsukot. Az U–195 visszatér Batáviába, mert motorjai nem bírták volna az utat hazáig.
1942-től 56 teherszállító tengeralattjáró indult Európából a Távol-Keletre, vagy fordítva, közülük 19-et a szövetségesek az odaúton elsüllyesztettek, egyet elfogtak, hármat visszafordulásra kényszerítettek. A 23 hajóból, amely az oda-vissza út egyik felét megtette, mindössze öt tért vissza hazai kikötőjébe. Kilenc a hazavezető úton, vagy a távol-keleti harci tevékenység közben süllyedt el, egyet Japánnak adott Németország, hatot a német kapituláció után a japán haditengerészet lefoglalt, kettőt a hazafelé vezető úton fogtak el a szövetségesek.

### Költözés

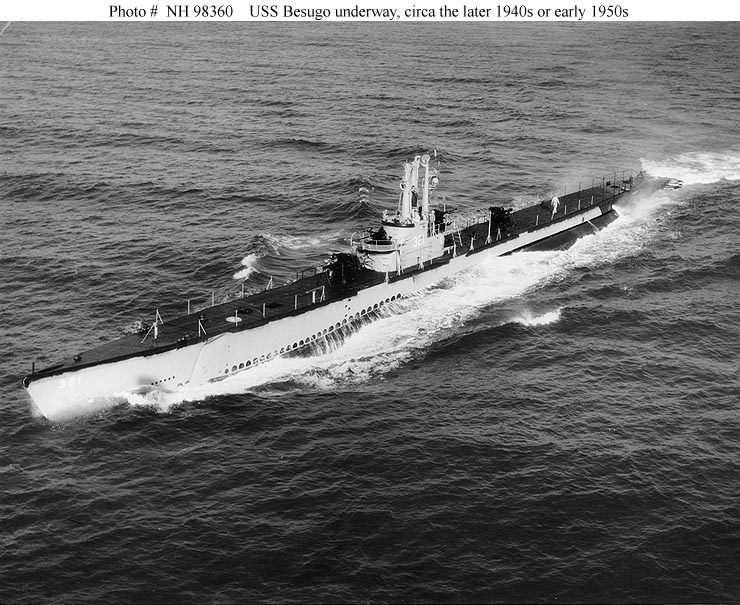
A USS Besugo, amely elsüllyesztette az U–183-at

1944 októberére a pinangi bázis már alig felelt meg a célnak. A szövetséges tengeralattjárók a Malaka-szoroson egészen a kikötőig jutottak a gyenge japán búvárhajó-elhárítás miatt. A brit flotta Ceylon közelében gyülekezett, és a Nikobár-szigetek elleni támadások is fokozódtak. Október 25-én megszületett a döntés, hogy az első számú kikötő Batávia lesz, Pinanget csak vészhelyzetben lehet használni. November 15-én Surabayát jelölték ki a fő javítóbázisnak, és Pinanget evakuálták. Az utolsó tengeralattjáró, az U–843 még ebben a hónapban kifutott a kikötőből. 1945. január 1-jén Dommest Pinang parancsnokából a déli terület vezetőjévé nevezték ki.
Az U–168-at a holland Zwaardrish tengeralattjáró, az U–537-et az amerikai Flounder búvárhajó, az U–183-at pedig a szintén amerikai Besugo tengeralattjáró süllyesztette el. A német tengeralattjárók komoly hátrányban voltak a szövetséges búvárhajókkal szemben, mivel nem mindegyikükön volt levegőbevezető cső, a rossz minőségű távol-keleti üzemanyag miatt hangosabban dolgoztak a gépeik, és nem voltak fejlett radarjaik. 1944-ben a tervezett 14 helyett csak két szállítóhajó, az U–178 és az U–188 ért el német fennhatóságú kikötőt. 1945-ben újabb két búvárhajó érkezett Európába, az U–843 és az U–861. Mindkettő száz tonna cinket szállított.
Németország a teherszállító tengeralattjárók révén 700 tonna nyersanyaghoz, némi aranyhoz és kininhez, valamint kevés fegyverhez jutott Japánból. Partnere 1800 tonna fémet és fegyvert kapott cserébe. A tengeralattjárós kereskedelem rendkívül alacsony mértékét mutatja, hogy az 1944 januárjában elsüllyesztett felszíni teherhajó, a Wesserland 10 ezer tonnányi áruval tartott Németországba.

## Összegzés
A háború során 45 német tengeralattjáró járta meg a déli tengereket, és összesen 176 hajó (egymillió tonna) megsemmisítését jelentették. Sikereiket főként a korai szakaszban érték el, amikor a szövetséges szállítóhajók még egyedül haladtak úti céljuk felé. Később a britek és amerikaiak konvojokba szervezték a hajókat, amelyeket harci repülők és rombolók kísértek. Ettől kezdve a német búvárhajók sikeressége meredeken csökkent. A szövetségesek erőfeszítései a tengeralattjárók felkutatására és elpusztítására brutális eredményt hozott: a német U-hajók 76 százalékát a tenger fenekére küldtek. A 34 elsüllyesztett tengeralattjáróból mindössze nyolcnak maradtak túlélői. A németek a háború vége felé már hét tengeralattjárót áldoztak minden elsüllyesztett 100 ezer tonnáért.